# 別府ひき逃げ事件
別府ひき逃げ事件（べっぷひきにげじけん）は、2022年（令和4年）6月29日に大分県別府市で発生した死亡ひき逃げ・殺人事件。被害者2名に対する殺人罪及び殺人未遂罪、道路交通法違反容疑の男X（当時25歳）は現在も逃走中で、2023年（令和5年）9月に捜査特別報奨金対象事件に指定された。ひき逃げが重要指名手配及び公的懸賞金の対象に指定された初の事件。

## 概要
2022年6月29日19時45分ごろ、ツーリングをしていた男子大学生2名が大分県別府市野口原の山の手交差点で信号待ちをしていたところ、後方から来た軽自動車にそれぞれはねられた。このうち原付に乗っていた19歳の大学生Aが死亡、オートバイに乗っていた大学生Bは腰などに軽いけがをした。
警察が駆けつけると軽自動車が電柱に衝突した状態で乗り捨てられており、車内の荷物から逃走した被疑者の男Xが浮上した。Xは意図的に時速100kmほどのスピードで追突した可能性があると見られ、証拠品数点と防犯カメラの映像を最後にXの行方はわからなくなった。
警察庁は本事件を重要指名手配及び捜査特別報奨金対象事件に指定し、現在も男Xの行方を捜索している。逮捕状の罪状である道路交通法違反の公訴時効は7年だが、道路交通法違反と過失運転致死罪の併合罪では公訴時効は10年、危険運転致死罪の公訴時効が20年となっている。そのため遺族及び有志団体は、時効がない殺人罪への罪名変更を求めて署名活動を行った。
2025年6月2日、警察庁は指名手配犯Xについて殺人及び殺人未遂についても逮捕状を取った。これにより、本事件の公訴時効の可能性は消滅した。

## 事件発生
事件現場はJR別府駅からおよそ1km離れた野口原にある山の手交差点である。
男子大学生AとBはツーリングをするため由布市に出かけていた。商業施設で買い物を行った帰りに、Aは容疑者のXと思われる男性と数十秒ほど駐輪場付近で接触していた。Bは、施設の別の出入口から外に出ており、AとXが話す様子を目撃した後にAと合流した。Xと知り合いかどうかを訪ねるとAは、爆音で音楽を流し歩いてきた男によくわからないいちゃもんを付けられたのですぐ謝ったと話した。
その後、商業施設を出て350m離れた交差点でAとBが信号待ちをしていたところ、後ろから来た軽自動車が制限速度40キロを優に超える速度でバイクに追突し、2人とも10mほど飛ばされた。その後救急車で運ばれ、オートバイに乗っていたBは腰などに軽いけがをし、原付に乗っていたAは搬送先の病院で心肺停止となり死亡した。

## 捜査

### 事件直後
現場に警察が駆けつけると、交差点脇の電柱に前面が大破するほどの威力で激突した軽自動車が発見され、車内にはスマートフォン、靴、スリッパが残されていた。2日後に80m離れたヨットハーバーで捨てられた黒いTシャツが発見されており、車内の証拠品と同じDNA型が検出された。
2箇所の防犯カメラからTシャツ姿で画面を横切るXの映像が見つかったが、それ以来行方がわかっていない。現場にはブレーキ痕がなく、追突する直前の防犯カメラ映像から推定速度が解析され時速100km近い速度で追突したとみられることが分かっている。

### 現状
大分県警察は2024年2月時点で4810件の目撃情報があり、そのうち4452件が被疑者に似た者であると発表した。被疑者Xの特徴について「特に目と耳に特徴があるので、注意して見て欲しい。引き続き情報を寄せてほしい」と呼びかけている。
また大分県警察は事件から2年後の節目となった2024年6月29日に被疑者の現在の姿を想定した似顔絵を6種類公開した。